# Conraua robusta
Conraua robusta är en groddjursart som beskrevs av Fritz Nieden 1908. Conraua robusta ingår i släktet Conraua och familjen Petropedetidae. IUCN kategoriserar arten globalt som sårbar. Inga underarter finns listade i Catalogue of Life.